# Baise (China)
Baise is een stadsprefectuur in het westen van de zuidelijke regio Guangxi, Volksrepubliek China.